# Gackstroemia magellanica
Gackstroemia magellanica är en bladmossart som först beskrevs av Jean-Baptiste de Lamarck, och fick sitt nu gällande namn av Vittore Benedetto Antonio Trevisan de Saint-Léon. Gackstroemia magellanica ingår i släktet Gackstroemia och familjen Lepidolaenaceae. Inga underarter finns listade i Catalogue of Life.